# Castelletto di Vigo
Castelletto di Vigo ist der Name einer abgegangenen Höhenburg im unteren Nonstal im Trentino, Italien. Der Standort der vermeintlich ersten Burg der Familie Thun ist historisch und archäologisch nicht gesichert.

## Lage
Ein mit Castelletto bezeichneter Hügel, der traditionell als Standort der abgegangenen Burg gilt, befindet sich im gleichnamigen Ortsteil der Gemeinde Ton auf der orographisch linken Seite des Nonstales. Der Hügel befindet sich nordwestlich der Rocchetta-Engstelle, eingebettet zwischen dem Fluss Noce im Westen und der 1856 erbauten Nonstalstraße im Osten. Südlich des Burghügels liegt der Bahnhof „Masi di Vigo“ der Bahnstrecke Trient–Mezzana.

## Geschichte

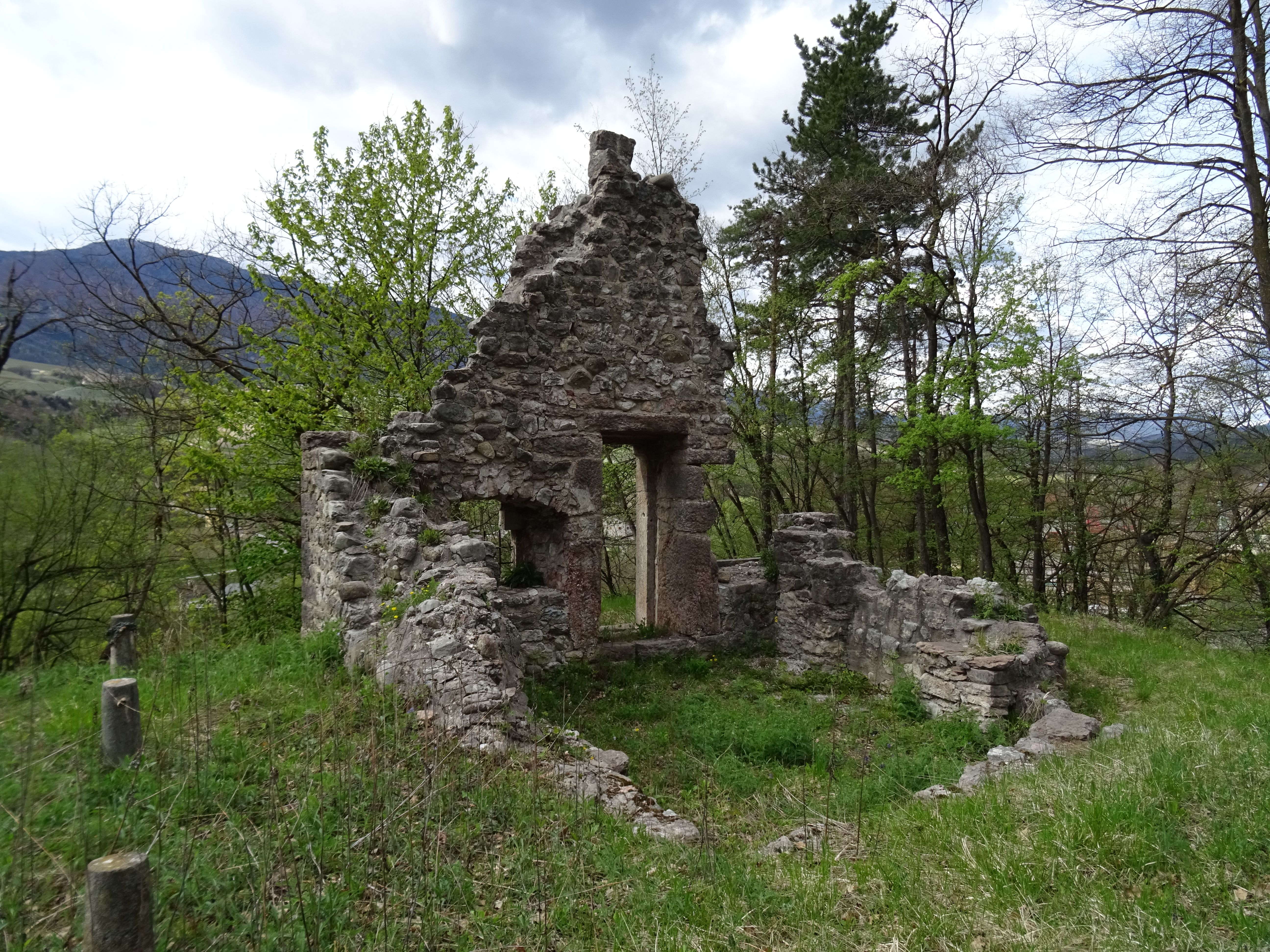
Ruine der Kapelle Santa Margherita d’Antiochia

Der Name Castelletto wurde erstmals 1338 in einer Urkunde erwähnt, in der der Besitz der Familie Thun aufgezählt ist. Unter den angegebenen Gütern, mit denen sie vom Bischof von Trient, Bartholomäus Querini, belehnt worden waren, befindet sich auch der Hügel Castelletto. Der Besitz ist auch später noch mehrmals dokumentiert und die Familie Thun besaß mindestens bis zur Mitte des 19. Jahrhunderts noch einige Immobilien auf dem Hügel.
Nach einigen Autoren wurde die Burg, nach dem Bau des ab 1333 errichteten und südöstlich gelegenen Castel Rocchetta, noch im Laufe des 14. Jahrhunderts aufgegeben. Keine einhellige Meinung besteht über die Entstehungszeit und den Standort der Burg. Je nach Autor soll das Castello di Tono zwischen dem 10. und 12. Jahrhundert errichtet worden sein.
Der vermeintliche Burghügel Castelletto wurde wahrscheinlich bereits in der Bronzezeit begangen, wie einige Funde aus dem 19. Jahrhundert belegen. Mit der römischen Besiedlung des Nonstales ab dem 1. Jahrhundert v. Chr. entstand hier eine kleine Siedlung, womöglich weil sich in der Nähe eine Furt über den Noce befand, darauf lassen einige römische Grabstätten und beschriftete römische Dachziegel schließen, die am Fuße des Hügels gefunden wurden. Archäologische Funde belegen auch eine spätmittelalterliche Besiedlung des Hügels. Ab 1494 ist die auf dem Hügel errichtete Kapelle Santa Margherita d’Antiochia dokumentiert, deren Ruine erhalten ist.
Ob der Hügel mit dem Standort der Burg übereinstimmt, ist dagegen nicht eindeutig gesichert. Lediglich eine Urkunde aus 16. Jahrhundert erwähnt ein castri Toni im Zusammenhang mit dem Hügel, auf dem die Kapelle der Santa Santa Margherita d’Antiochia steht. Nach Ausserer waren gegen Ende des 19. Jahrhunderts auf dem Hügel noch Mauerspuren der Burg zu erkennen. Auch Gorfer und Tabarelli sprechen von einigen wenigen Spuren. Nach ihrer Ansicht wurde die später erbaute Kapelle auf den Grundmauern des Bergfrieds errichtet. Neuere archäologische Untersuchungen, einschließlich der Auswertung von Lidar-Aufzeichnungen können die Existenz eines befestigten Baus auf dem Hügel Castelletto allerdings nicht bestätigen. Belegt ist, dass die Kapelle mit Baumaterialien eines Vorgängerbaus errichtet wurde. Ob es sich bei dem Bau um den von Langer als Ursprungsstätte und bei Ausserer als ältesten Sitz der Familie Thun handelt, bleibt deshalb nach Lenzi ungeklärt. Aus diesen Gründen kann das im 13. Jahrhundert errichtete Castel Visione als erste historisch gesicherte Burg der Thun angesehen werden.